# Piquerismo
O termo piquerismo (do francês piquer, picar, perfurar) refere-se a um tipo particular de parafilia no qual se busca o prazer ao esfaquear e cortar um corpo com objetos cortantes. Pode ser considerado uma forma de sadomasoquismo. As áreas mais frequentemente utilizadas como alvo desta parafilia são os órgãos genitais, nádegas e seios.

## Exemplos
Inúmeros exemplos podem ser encontrados em famosos assassinos em série, incluindo Jack, o Estripador. O famoso serial killer Albert Fish mostrou uma forte tendência para esta prática contra as suas vítimas e contra si mesmo, flagelando-se e inserindo agulhas sob as unhas e na pelve.

## Vem também
- BDSM